# Аджипаям
Аджипаям (тур. Acıpayam) — город в Турции.
Город Аджипаям расположен в юго-западной части Анатолии, в горном регионе Тавра, на высоте в 953 метра над уровнем моря, в 60 километрах юго-восточнее города Денизли. Аджипаям является административным центром одноимённого округа, входящего в провинцию Денизли. Население города составляет 12.588 человек (по переписи на конец декабря 2009 года). Численность населения в округе Аджипаям равна 58.355 человек. Площадь округа Аджипаям — 1.628 км². Плотность населения — 36 чел./км².
Турецкое население появилось в этом районе в XI веке, вскоре после битвы при Манцикерте, когда здесь осел один из родов турок-сельджуков. Ранее округ Аджипаям входил в провинцию Бурдур. В 1871 году он был передан провинции Денизли.
Регион Аджипаям весьма плодороден. Климат здесь горный, переменчивый. В округе находится знаменитая пещера Додургалар, с множеством сталактитов, сталагмитов и каменных колонн естественного происхождения. Пещера является также убежищем для многочисленных обитающих в ней летучих мышей.